# Louis-Albert Bourgault-Ducoudray

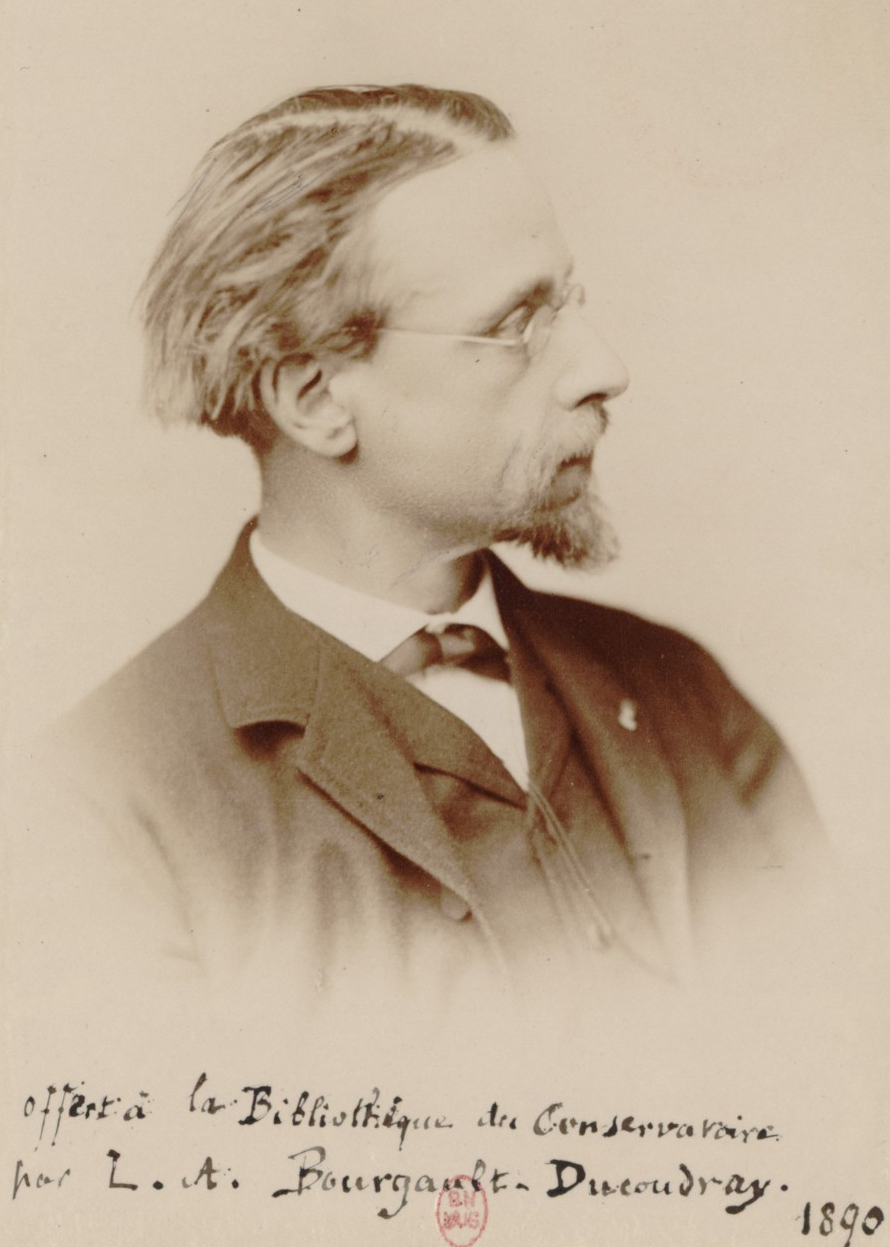
Louis-Albert Bourgault-Ducoudray (1890).

Louis-Albert Bourgault-Ducoudray, född 2 februari 1840 och död 4 juli 1910, var en fransk musikforskare och tonsättare.
Bourgault-Ducoudray var lärjunge vid konservatoriet i Paris. Han erhöll Rompriset 1862 och skrev redan vid den tiden flera större kompositioner. På en rekreationsresa till Grekland blev han intresserad av folksången och utarbetade ett verk om den grekiska kyrkosången Études sur la musique ecclésiastique grecque (1877). Efter återkomsten till Paris blev han professor i musikhistoria vid konservatioriet. Han skrev nu en mängd kompositioner; Stabat mater, oratiorier, kantater, orkesterstycken, operor med mera. Han skrev även patriotiska sånger och gjorde bearbetningar av grekiska och betronska melodier för sång och piano.